# 짜임새 공간
물리학과 수학에서 짜임새 공간(-空間, configuration space) 또는 배위 공간(配位空間)은 계의 일반화 좌표가 가질 수 있는 모든 값들로 이루어진 매끄러운 다양체다. 다시 말해, 계의 구속 조건을 만족시키는 모든 가능한 위치로 이루어진 공간이다. 그 차원은 계의 자유도의 수와 같다. 라그랑주 역학은 짜임새 공간 위에서 정의된다. (반면, 해밀턴 역학은 일반화 좌표 뿐만 아니라 일반화 속도도 포함하는 공간인 위상 공간 위에서 정의된다.)
예를 들어, 구속받지 않는 하나의 입자의 짜임새 공간은 {\displaystyle \mathbb {R} ^{3}}이고, 구속받지 않는 {\displaystyle n}개의 입자들의 짜임새 공간은 {\displaystyle \mathbb {R} ^{3n}}이다. 반면 어떤 곡선이나 곡면 {\displaystyle M}에 구속된 하나의 입자의 짜임새 공간은 {\displaystyle M}이며, {\displaystyle M}에 구속된 {\displaystyle n}개의 입자들의 짜임새 공간은 {\displaystyle M^{n}}이다. 한 입자는 {\displaystyle M}에 구속되었지만, 다른 입자는 구속되지 않으면 그 짜임새 공간은 {\displaystyle M\times \mathbb {R} ^{3}}이다.

## 정의
위상 공간 {\displaystyle X} 위의 {\displaystyle n}개의 점들의 짜임새 공간 {\displaystyle \operatorname {Conf} ^{n}X}은 집합으로서 {\displaystyle X} 속의, {\displaystyle n}개 이하의 원소들을 갖는 부분 집합들의 집합이다.
이는 다음과 같은 몫공간으로 정의할 수 있다.
{\displaystyle \operatorname {Conf} ^{n}X=X^{n}/\operatorname {Sym} (n)}
여기서 {\displaystyle \operatorname {Sym} (n)}은 {\displaystyle n}개의 원소 위의 대칭군이며, 몫공간은 {\displaystyle \operatorname {Sym} (n)}의 {\displaystyle X^{n}} 위의 표준적인 작용 (각 성분들의 순열)에 대한 몫공간이다. 만약 {\displaystyle X}가 다양체라면, 그 위의 짜임새 공간은 오비폴드를 이룬다.
짜임새 공간 속에서, 좌표가 중복되지 않는 부분 공간
{\displaystyle \operatorname {Conf_{nonsing}} ^{n}X=\{(x_{1},\dots ,x_{n})\in X^{n}\colon \forall i\neq j\colon x_{i}\neq x_{j}\}/\operatorname {Sym} (n)\subseteq \operatorname {Conf} ^{n}X}
을 비특이 짜임새 공간(영어: nonsingular configuration space)이라고 한다. 만약 {\displaystyle X}가 다양체라면 비특이 짜임새 공간 역시 다양체이다. (이름과 달리, 짜임새 공간 자체가 특이점을 갖지 않을 수 있다. 예를 들어, 평면이나 구 위의 짜임새 공간은 특이점을 갖지 않는다.)
점을 가진 공간 {\displaystyle (X,\bullet )}의 거듭 곱공간에 대하여, 표준적인 포함 사상들의 열
{\displaystyle X^{0}\cong \{\bullet \}\subseteq X\cong X\times \{\bullet \}\subseteq X^{2}\cong X^{2}\times \{\bullet \}\subseteq X^{3}\cong X^{3}\times \{\bullet \}\subseteq \cdots }
이 존재한다. 이에 따라 짜임새 공간들의 포함 사상
{\displaystyle \operatorname {Conf} ^{0}X\hookrightarrow \operatorname {Conf} ^{1}X\hookrightarrow \operatorname {Conf} ^{2}X\hookrightarrow \operatorname {Conf} ^{3}X\hookrightarrow \cdots }
이 존재한다. 이들의 귀납적 극한을 무한 짜임새 공간(영어: infinite configuration space)
{\displaystyle \operatorname {Conf} ^{\infty }X=\varinjlim _{n\to \infty }\operatorname {Conf} ^{n}X}
이라고 한다.

## 성질
돌트-톰 정리(영어: Dold–Thom theorem)에 따르면, 점을 가진 연결 CW 복합체 {\displaystyle X}의 무한 짜임새 공간 {\displaystyle \operatorname {Conf} ^{\infty }X}의 {\displaystyle i}차 호모토피 군 {\displaystyle \pi _{i}(\operatorname {Conf} ^{\infty }X)}은 {\displaystyle X}의 {\displaystyle i}번째 축소 특이 호몰로지 {\displaystyle \operatorname {\tilde {H}} _{i}(X;\mathbb {Z} )}와 동형이다.
{\displaystyle \pi _{i}(\operatorname {Conf} ^{\infty }X)\cong \operatorname {\tilde {H}} _{i}(X;\mathbb {Z} )}
특히, 무한 짜임새 공간의 기본군은 항상 아벨 군이다.

## 예
{\displaystyle \operatorname {Conf} ^{0}X}는 항상 한원소 공간이다. {\displaystyle \operatorname {Conf} ^{1}X}는 {\displaystyle X}와 같다.

### 전순서 집합 위의 짜임새 공간

3차원 단체. 이는 닫힌구간 위의 3차 짜임새 공간 이다.

전순서 집합 {\displaystyle (L,\leq )} 위에 순서 위상을 주자. 그렇다면, {\displaystyle L} 위의 {\displaystyle n}차 짜임새 공간 {\displaystyle \operatorname {Conf} ^{n}L}은 곱공간 {\displaystyle L^{n}}의 부분 공간
{\displaystyle \{(a_{1},a_{2},\dots ,a_{n})\in L^{n}\colon a_{1}\leq a_{2}\leq \cdots \leq a_{n}\}\subseteq L^{n}}
으로 여길 수 있다.
예를 들어, 닫힌구간 {\displaystyle [0,1]} 위의 {\displaystyle n}차 짜임새 공간은 {\displaystyle n}차원 단체
{\displaystyle \triangle ^{n}=\{(t_{1},t_{2},\dots ,t_{n})\in [0,1]^{n}\colon t_{1}\leq t_{2}\leq \cdots \leq t_{n}\}}
이며, 반직선 {\displaystyle \mathbb {R} _{\geq 0}} 위의 {\displaystyle n+1}차 짜임새 공간은 {\displaystyle n}차원 단체 위의 무한 뿔
{\displaystyle \operatorname {Conf} ^{n+1}\mathbb {R} _{\geq 0}\cong {\frac {\triangle ^{n}\times \mathbb {R} _{\geq 0}}{\triangle ^{n}\times \{0\}}}=\{(tr_{1},tr_{2},\dots ,tr_{n},t)\colon (r_{1},\dots ,r_{n})\in \triangle ^{n},t\in \mathbb {R} ^{+}\}\sqcup \{(0,0,\dots ,0)\}}
이다.

### 평면 위의 짜임새 공간
유클리드 평면 {\displaystyle \mathbb {R} ^{2}} 위의 {\displaystyle n}개 입자의 짜임새 공간 {\displaystyle \operatorname {Conf} ^{n}\mathbb {R} ^{2}}를 생각해 보자.
유클리드 평면을 복소평면 {\displaystyle \mathbb {C} }로 생각하자. 대수학의 기본 정리에 따라, 복소수 계수 {\displaystyle n}차 다항식
{\displaystyle p(z)=c_{0}+c_{1}z+c_{2}z^{2}+\cdots +z^{n}}
은 {\displaystyle n}개의 (중복될 수 있는) 근을 갖는다. 반대로, {\displaystyle n}개의 복소수들의 중복집합 {\displaystyle (z_{1},z_{2},\dots ,z_{n})}이 주어진다면, 이들을 근으로 하는 다항식
{\displaystyle p(z)=(z-z_{1})(z-z_{2})\cdots (z-z_{n})}
을 재구성할 수 있다. 따라서, {\displaystyle \operatorname {Conf} ^{n}\mathbb {C} }는 {\displaystyle n}차 복소수 일계수 다항식들의 모듈라이 공간
{\displaystyle \mathbb {C} ^{n}}
과 위상 동형이다. 특히 이는 매끄러운 다양체로 나타낼 수 있다.
{\displaystyle \operatorname {Conf} ^{n}\mathbb {R} ^{2}\cong \mathbb {R} ^{2n}}
짜임새 공간과 달리, 평면 위의 비특이 짜임새 공간
{\displaystyle \operatorname {Conf_{nonsing}} ^{n}\mathbb {R} ^{2}\subseteq \mathbb {R} ^{2n}}
은 {\displaystyle n\geq 2}일 경우 축약 가능 공간이 아니며, 그 기본군을 꼬임군
{\displaystyle \pi _{1}(\operatorname {Conf_{nonsing}} ^{n}\mathbb {R} ^{2})=\operatorname {Braid} (n)}
이라고 한다.

### 구 위의 짜임새 공간
구 {\displaystyle \mathbb {S} ^{2}} 위의 {\displaystyle n}개의 입자의 짜임새 공간 {\displaystyle \operatorname {Conf} ^{n}\mathbb {S} ^{2}}를 생각하자. 구를 리만 구 {\displaystyle \mathbb {CP} ^{1}=\mathbb {C} \sqcup \{{\widehat {\infty }}\}}로 여길 수 있다.
복소수 사영 공간 속의 임의의 점 {\displaystyle [c_{0}:c_{1}:\cdots :c_{n}]\in \mathbb {CP} ^{n}}에 대하여, 다항식
{\displaystyle p(z)=c_{0}+c_{1}z+\cdots +c_{n}z^{n}}
을 정의하자.
- 만약 {\displaystyle c_{n}\neq 0}이라면 이는 {\displaystyle n}개의 (유한한) 근들을 가진다.
- 만약 {\displaystyle c_{n}=0}이지만 {\displaystyle c_{n-1}\neq 0}이라면 이는 {\displaystyle n-1}개의 유한한 근들을 가진다. 이 경우, {\displaystyle {\widehat {\infty }}\in \mathbb {CP} ^{1}}를 무한한 "근"으로 정의하여, {\displaystyle n}개의 (유한하거나 무한한) 근들을 가지게 할 수 있다.
- 일반적으로, 임의의 {\displaystyle k\in \{0,1,2,3,\dots ,n\}}에 대하여 {\displaystyle 0=c_{k+1}=c_{k+2}=\cdots }이지만 {\displaystyle c_{k}\neq 0}이라면, 이는 {\displaystyle k}개의 유한한 근들과 {\displaystyle n-k}개의 무한한 근들을 가진다.

반대로, {\displaystyle a_{1}/b_{1},\dots ,a_{n}/b_{n}\in \mathbb {C} \sqcup \{\infty \}=\mathbb {CP} ^{1}}이 주어졌을 때
{\displaystyle p(z)=(b_{1}z-a_{1})(b_{2}z-a_{2})\cdots (b_{n}z-a_{n})}
은 이들을 (유한하거나 무한한) 근으로 하는 다항식을 이룬다. 따라서, 초구 위의 짜임새 공간은 복소수 사영 공간
{\displaystyle \operatorname {Conf} ^{n}\mathbb {S} ^{2}\cong \mathbb {CP} ^{n}}
이다.
돌트-톰 정리에 따라, 초구 위의 무한 짜임새 공간은 무한 순환군의 에일렌베르크-매클레인 공간을 이룬다.
{\displaystyle \operatorname {Conf} ^{\infty }\mathbb {S} ^{n}\simeq K(\mathbb {Z} ,n)}
특히, {\displaystyle K(\mathbb {Z} ,2)}는 무한 차원 복소수 사영 공간이다.
{\displaystyle \mathbb {CP} ^{\infty }\cong \operatorname {Conf} ^{\infty }\mathbb {S} ^{2}\simeq K(\mathbb {Z} ,2)}

### 원 위의 짜임새 공간
원 위의 {\displaystyle n}차 짜임새 공간
{\displaystyle \operatorname {Conf} ^{n}(\mathbb {S} ^{1})}
은 {\displaystyle (n-1)}차원 단체의 기둥에서, 윗면과 아랫면을 뒤틀림을 가해 붙이는 오비폴드이다. 즉, 단체
{\displaystyle \triangle ^{n-1}=\left\{(t_{1},\dots ,t_{n})\in [0,1]^{n}\colon \sum _{i=1}^{n}t_{i}=1\right\}}
의 자기 동형
{\displaystyle \sigma \colon \triangle ^{n-1}\to \triangle ^{n-1}}
{\displaystyle \sigma \colon (t_{1},\dotsc ,t_{n})\mapsto (t_{2},t_{3},\dotsc ,t_{n},t_{1})}
을 생각하면,
{\displaystyle \operatorname {Conf} ^{n}(\mathbb {S} ^{1})={\frac {\triangle ^{n-1}\times [0,1]}{\triangle ^{n-1}\times \{0\}\sim _{\sigma }\triangle ^{n-1}\times \{1\}}}}
이다.
예를 들어, 원 {\displaystyle \mathbb {S} ^{1}} 위의 2차 짜임새 공간
{\displaystyle \operatorname {Conf} ^{2}(\mathbb {S} ^{1})}
은 뫼비우스 띠이다. 구체적으로, 뫼비우스 띠의 (유일한) 경계는 두 점이 일치하는 부분 공간이다.
마찬가지로, 원 위의 3차 짜임새 공간
{\displaystyle \operatorname {Conf} ^{3}(\mathbb {S} ^{1})}
은 정삼각형 기둥에서, 윗면과 아랫면을 60도 뒤틀어 붙여 얻는 오비폴드이다. 이는 (원과 동형인) 하나의 1차원 경계 및 (뫼비우스 띠와 동형인) 하나의 2차원 경계를 갖는데, 이는 각각 3개의 점이 일치하는 부분 공간과 2개의 점이 일치하는 부분 공간에 해당한다.

## 역사
돌트-톰 정리는 알브레히트 돌트와 르네 톰이 1958년에 증명하였다.

## 같이 보기
- 라그랑주 역학
- 위상 공간 (물리학)
- 힐베르트 스킴
- 저우 다양체